# تپه زاویه سنگ
تپه زاویه سنگ مربوط به عصر آهن ۳ دوره اشکانیان - دوره ساسانیان - سدهٔ ۹ تا ۱۳ ه.ق است و در شهرستان گرمی، بخش انگوت، دهستان انگوت غربی، روستای زاویه سنگ واقع شده و این اثر در تاریخ ۱۲ دی ۱۳۸۶ با شمارهٔ ثبت ۲۰۳۹۴ به‌عنوان یکی از آثار ملی ایران به ثبت رسیده است.